# Plumgau

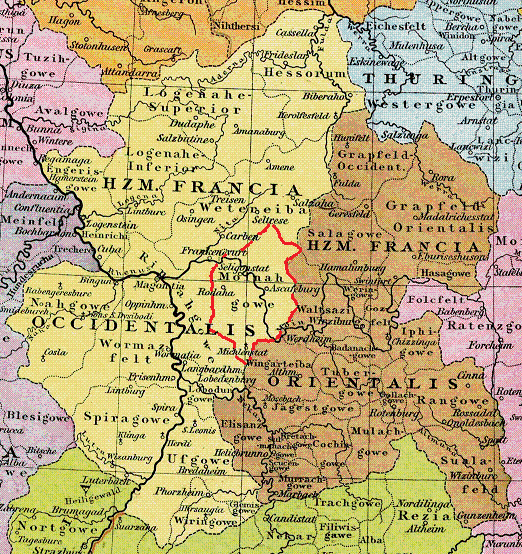
El Plumgau es trobava a l'est del Maingau assenyalat aquí (al voltant de 1000)

El Plumgau, esmentat en fonts medievals també com Pflaumgau o Blumgau, estava a la part inferior del Maingau a Francònia. Era una de les províncies o subdivisions del Maingaus, sent les altres el Bachgau, el Rodgau i el Kinziggau.